# Давыдов, Вадим Денисович
Вадим Денисович Давыдов (1832—1881) — генерал-майор, участник Крымской войны, казанский губернский воинский начальник. Младший сын Дениса Давыдова.

## Биография
Вадим Давыдов родился 19 ноября 1832 года. По окончании воспитания в Пажеском корпусе в 1850 г. был выпущен прапорщиком в лейб-гвардии Конно-гренадерский полк; затем он поступил в Императорскую военную академию и в 1855 г. по окончании курса в чине поручика был причислен к Генеральному штабу, откуда скоро переведён в чине капитана, будучи назначен на службу, в Отдельный Кавказский корпус.
На Кавказе Давыдов во время Крымской войны принимал участие в нескольких делах против турок, был при штурме крепости Карса 17 сентября 1855 г., где получил контузию пулей в правую ногу. Потом, занимая должность дивизионного квартирмейстера, был в делах против горцев в Чеченском отряде.
Произведённый за отличие в подполковники, Давыдов оставался некоторое время в распоряжении начальника штаба Кавказской армии, а вслед за тем был назначен начальником штаба 7-й кавалерийской дивизии (в 1860 г.), потом 1-й гренадерской (в 1862 г.), 2-й резервной и, наконец, 28-й пехотной дивизии.
6 июля 1864 года произведён в полковники. В 1869 году полковник Давыдов получил командование Калужским пехотным короля прусского полком, во главе которого оставался семь лет, пока не был назначен сначала Казанским губернским воинским начальником, а затем начальником Казанского военного госпиталя.
27 апреля 1876 года был произведён в генерал-майоры и назначен командиром 2-й бригады 3-й пехотной дивизии, однако болезненное состояние его здоровья через год заставило покинуть службу и выйти в запас. Во время русско-турецкой войны 1877—1878 гг. Давыдов был прикомандирован к войскам гвардии и Петербургского военного округа.
Вадим Денисович Давыдов умер 20 мая 1881 года.

## Награды
Российской империи:
- Орден Святой Анны 4-й степени за храбрость (1856)
- Орден Святой Анны 3-й степени с мечами (1857)[2]
- Орден Святого Станислава 2-й степени с мечами (1859); императорская корона к ордену (1859)[3]
- Орден Святой Анны 2-й степени (1867); императорская корона к ордену (1871)
- Орден Святого Владимира 3-й степени с мечами (1877)
- Орден Святого Станислава 1-й степени с мечами (1878)

Иностранные:
- Орден Красного Орла 2-го класса (22 марта 1871); бриллиантовые украшения (1873, королевство Пруссия)[4]

## Сочинения
- Давыдов В. Д. Денис Васильевич Давыдов, партизан и поэт // Русская старина, 1872. — Т. 5. — № 4. — С. 624—639.
- Давыдов В. Д. Памятные заметки В. Д. Давыдова // Русская старина, 1871. — Т. 3. — № 6. — С. 782—792.